# American-Lancer-Klasse
Die American-Lancer-Klasse war eine Baureihe von acht Containerschiffen der US-amerikanischen Reederei United States Lines. Die in Zusammenarbeit mit der US-Behörde Maritime Administration (MARAD) entwickelten Schiffe erhielten die Typenbezeichnungen C7-S-68c, d und e. Eines der Schiffe, die American Lancer brachte am 31. Mai  1968 die ersten Container aus den Vereinigten Staaten nach Hamburg.

## Geschichte
United States Lines bestellte im Dezember 1964 zunächst fünf hochentwickelte, aber konventionelle Stückgut-Schnellfrachter des Typs C7-S-68c, die für den Transatlantik-Dienst der Reederei vorgesehen waren. Nach den Erfahrungen mit der American-Racer-Klasse, wurde der Schiffsentwurf noch beim Bau der ersten beiden Einheiten zum Semicontainerschiff umgestaltet, um den veränderten Erfordernissen durch den Erfolg des Containersystems zu begegnen. Anders als die Schiffe der American Racer-Klasse war der überarbeitete C7-S-68c-Entwurf aber in der Hauptsache auf den Containertransport ausgerichtet. Das Typschiff und der Folgebau benötigten aufgrund dieser tiefgreifenden Umgestaltung jeweils Bauzeiten von rund zwei Jahren, während die weiteren Schiffe nur etwa ein Jahr Bauzeit erforderten. Die Schiffe der American-Lancer-Klasse waren bei ihrem Bau die ersten als solche geplanten und gebauten Containerschiffe der Reederei. Mit der Ablieferung des Typschiffs American Lancer folgte im Mai 1968 ein einzelner Auftrag zu einem weiterentwickelten Containerschiffsentwurf des Typs C7-S-68d. Diesem folgten im September 1969 ein drittes Baulos mit zwei Orders über den nochmals weiterentwickelten Typ C7-S-68e. Die Ablieferung der Schiffe erstreckte sich bis zum März 1971. Die Schiffe bewährten sich und wurden bis zum Jahr 1988 bei der United States Lines betrieben.
Im April gab man die ersten drei Schiffe American Legion, American Liberty und American Lark an den US-amerikanischen Mitbewerber Sea-Land Service ab, der sie in Sea-Land Legion, Sea-Land Liberty und Sea-Land Lark  umbenannte. Die verbleibenden fünf Schiffe American Lancer, American Lynx, American Astronaut, American Apollo und American Aquarius wurden in den Monaten Juni bis September desselben Jahres an die Puerto Rico Maritime Shipping Authority veräußert und erhielten dort die Namen Humacau, Mayaguez, Guayama, Nuevo San Juan und Carolina.
Sechs Einheiten wurden nach weiteren Verkäufen und Umbenennungen zwischen den Jahren 2002 und 2010 verschrottet. Die letzten beiden Containerschiffe, die Horizon Discovery und die Horizon Challenger, wurden 2014 abgebrochen.

## Technik
Die Werft Sun Shipbuilding baute mit der American-Lancer-Klasse einen über Jahrzehnte gültigen Grundentwurf eines Containerschiffs ohne jegliches Ladegeschirr mit etwa zwei Drittel achtern angeordnetem Deckshaus. Beim Bau zählten sie zu den größten Containerschiffen weltweit. Der C7-S-68c-Typ war anfangs für den Transport von 1178 20-Fuß-Containern ausgelegt, der weiterentwickelte Typ C7-S-68d auf 1210 TEU. Die letzte Entwicklungsstufe C7-S-68e kam auf eine Kapazität von 1434 TEU von denen 150 Einheiten als Kühlcontainer gefahren werden konnten in einem RoRo-Bereich. Die Kapazität der älteren Baumuster wurde später durch eine höhere Stauung an Deck angehoben. Des Weiteren erhielten auch diese Schiffe im Nachhinein die Möglichkeit, Kühlcontainer zu transportieren, wenn auch nur rund 70 Einheiten.

## Übersicht
| Typ C7-S-68c, d und e – American-Lancer-Klasse | Typ C7-S-68c, d und e – American-Lancer-Klasse | Typ C7-S-68c, d und e – American-Lancer-Klasse | Typ C7-S-68c, d und e – American-Lancer-Klasse | Typ C7-S-68c, d und e – American-Lancer-Klasse | Typ C7-S-68c, d und e – American-Lancer-Klasse                                                                                             |
| Indienststellung                               | Werft/Baunummer                                | Typ                                            | IMO-Nummer                                     | Bauname                                        | Umbenennungen und Verbleib |
| ---------------------------------------------- | ---------------------------------------------- | ---------------------------------------------- | ---------------------------------------------- | ---------------------------------------------- | --- |
| 17. Mai 1968                                   | Sun Shipbuilding/640                           | C7-S-68c                                       | 6708379                                        | American Lancer                                | Humacao (1988) → 2002 abgebrochen |
| 9. Juli 1968                                   | Sun Shipbuilding/641                           | C7-S-68c                                       | 6812211                                        | American Legion                                | Sea-Land Legion (1987) → Sea-Land Challenger (1988) → CSX Challenger (2000) → Horizon Challenger (2003) → 2014 abgebrochen                 |
| 17. September 1968                             | Sun Shipbuilding/642                           | C7-S-68d                                       | 6820579                                        | American Liberty                               | Sea-Land Liberty (1987) → Sea-Land Discovery (1988) → CSX Discovery (2000) → Horizon Discovery (2003) → 2010 aufgelegt → 2014 verschrottet |
| 9. Dezember 1968                               | Sun Shipbuilding/643                           | C7-S-68d                                       | 6828624                                        | American Lynx                                  | Mayaguez (1988) → 2007 abgebrochen |
| 4. März 1969                                   | Sun Shipbuilding/644                           | C7-S-68d                                       | 6905252                                        | American Lark                                  | Sea-Land Legion (1987) → Sea-Land Crusader (1988) → CSX Crusader (2000) → Horizon Crusader (2003) → 2010 abgebrochen                       |
| 10. Juni 1969                                  | Sun Shipbuilding/649                           | C7-S-68e                                       | 6916861                                        | American Astronaut                             | Guayama (1988) → 2002 in Alang abgebrochen                                                                                                 |
| 9. Oktober 1970                                | Sun Shipbuilding/654                           | C7-S-68e                                       | 7026259                                        | American Apollo                                | Nuevo San Juan (1988) → 2003 abgebrochen                                                                                                   |
| 4. März 1971                                   | Sun Shipbuilding/655                           | C7-S-68e                                       | 7042485                                        | American Aquarius                              | Carolina (1988) → 2002 abgebrochen |